# ياسين القنيشي
ياسين القنيشي (مواليد 30 أغسطس 1990)، هُو رياضي ألعاب قوى بارالمبي تونسي مُتخصص في مُسابقة رمي الجلة. مثل ياسين تونس خلال دورة الألعاب البارالمبية الصيفية 2020 في طوكيو.

## مسيرته الرياضية
مثل ياسين تونس في مُنافسات ألعاب القوى في الألعاب البارالمبية الصيفية 2020 – رمي الجلة للرجال للرجال خلال دورة الألعاب البارالمبية الصيفية 2020، وقد أحرز خلال هذه المُشاركة الميدالية الفضية.

## روابط خارجية
- ياسين القنيشي على موقع Paralympic.org (الإنجليزية)
- ياسين القنيشي على موقع IPC.InfostradaSports.com (مؤرشف) (الإنجليزية)